# Copa Anglo-Escocesa
La Copa Anglo-Escocesa (hasta 1975 conocida como Copa Texaco) era una competición amistosa anual de fútbol británico de eliminación directa, organizada por la Football League de Inglaterra y la SFL de Escocia. Se creó en el año 1970 y se jugó hasta el año 1981.

## Historia
La Copa Anglo-Escocesa se estableció en 1970 y fue conocida hasta 1975 con el nombre de Copa Texaco por el patrocinio de la petrolera estadounidense Texaco por £100.000. En un principio se ideó como un torneo para los equipos ingleses y escoceses que no se habían clasificado para competiciones europeas, pero más tarde se abrió a todos los clubes de cualquier categoría que quisieran participar.
En las primeras dos ediciones participaron también dos clubes de Irlanda del Norte y otros dos de Irlanda, pero en 1972 abandonaron el torneo por cuestiones políticas y compitieron durante dos campañas en la Copa Texaco (Irlanda). 
En 1975, tras el abandono de Texaco como patrocinador, la competición fue reorganizada con el nombre de Copa Anglo-Escocesa. Se estableció una primera fase separada para cada país, los clubes de Inglaterra jugarían entre ellos en varios grupos y los de Escocia (que eran la mitad) en una eliminatoria directa. Tras esta primera fase los equipos de ambos países se enfrentarían en una ronda final.
La organización se esforzó en que la competición tuviera un estatus y que los equipos no se la tomaran como "amistosos". En la 1976/77 el Newcastle United fue expulsado por alinear un equipo formado por jugadores no habituales y juveniles ante el Ayr United. Con el paso del tiempo los participantes ingleses eran cada vez más de divisiones inferiores y finalmente en 1981 se descontinuó cuando los equipos escoceses decidieron abandonar el torneo ante el poco interés que despertaba ya en el público.